# Argyrostagma mediofasciata
Argyrostagma mediofasciata är en fjärilsart som beskrevs av Erich Martin Hering 1926. Argyrostagma mediofasciata ingår i släktet Argyrostagma och familjen tofsspinnare. Inga underarter finns listade i Catalogue of Life.